# Маталон, Мартин
Мартин Маталон (исп. Martin Matalon, 1958, Буэнос-Айрес) — аргентинский композитор и дирижёр.

## Биография
Окончил Джульярдскую школу. В 1989—1996 годах руководил созданным им в США ансамблем современной музыки Music Mobile.
В 1993 году переселился в Париж. Учился в IRCAM у Тристана Мюрая. По заказу IRCAM писал музыку к фильмам Фрица Ланга и Луиса Бунюэля. Позднее работал в Метце, Монреале и др.

## Избранные произведения
- Le Miracle Secret, опера по новелле Борхеса (1989, премьера на Авиньонском фестивале)
- Monedas de Hierro для 10 исполнителей и электроники по мотивам Борхеса (1993)
- La cifra для флейты, виолончели, фортепиано и перкуссии по мотивам Борхеса (1994)
- Rugged lines, балет (1997)
- …del matiz al color… для 8 виолончелей (1999)
- Rugged lines memos для 9 инструментов и электроники (1999)
- Dos formas del tiempo для фортепиано (2000)
- Prelude and blue для саксофона, перкуссии и контрабаса (2001)
- Formas de arena для флейты, альта и арфы (2001)
- El Torito Catalan для оркестра (2002)
- Lineas de agua для 8 виолончелей (2003)
- Tabula es для хора (2004)
- Short stories для вибрафона (2005)
- La légende de Monsieur Chance для рассказчика и оркестра (2006)
- La Makina для 2 фортепиано, 2 перкуссий и электроники (2007)
- Lignes de fuite для оркестра (2007)
- Tulles et les ombres для 7 инструментов, музыка к мимическому спектаклю (2007)

## Исполнители
Произведения Маталона исполняли Национальный оркестр Франции, Ensemble Intercontemporain, Les Percussions de Strasbourg, трио Nobis и др.